# 杉浦由美子
杉浦 由美子（すぎうらゆみこ、1970年 - ）は、日本の
ノンフィクションライターである。
埼玉県生まれ。静岡雙葉中学校・高等学校、日本大学農獣医学部卒業。大学卒業後、会社員や派遣社員などとして働いていたが、書評雑誌『レコレコ（recoreco）』（メタローグ）の『書評道場』へ
投稿していた文章が朝日新聞社の編集者の目にとまり、執筆活動を開始　。
『読売ウィークリー』(読売新聞社)、『婦人公論』（中央公論新社）、『週刊ポスト』(小学館)などでカルチャーやジェンダーに関しての記事を書き、2013年6月号の『文藝春秋』では木嶋佳苗による連続殺人事件についてのルポタージュ記事を寄稿し、当時、センセーショナルに報道されていた事件がフラットな視点で書かれていると注目された。
2013年発行の女子校教育について書いた『女子校力』(PHP新書)がヒットし、それ以降は教育を中心に取材をし、2022年の『中学受験　やってはいけない塾選び』（青春出版社）が話題になり、現在は『ダイヤモンド教育ラボ』（ダイヤモンド社）、『中学受験ナビ』（マイナビ）、『マネーポストWEB』（小学館）で教育をテーマに連載し、『週刊ダイヤモンド』『週刊東洋経済』にも寄稿している。

2005年（平成17年）6月、雑誌 『アエラ』（朝日新聞社）に有吉由香と共に「萌える女オタク」を書き実質的にデビュー。新進オタクライターとして、2006年3月に初の単行本 『オタク女子研究 腐女子思想大系』（原書房）を刊行。2006年時点では、少女漫画、文芸、ボーイズラブ、やおい、アニメなどの「女性のオタク文化」全般の記事を書いていた。

## 著作
- 『オタク女子研究 腐女子思想大系』 （2006年3月、原書房）
- 『腐女子化する世界 東池袋のオタク女子たち』 (2006年10月、中公新書ラクレ)
- 『ケータイ小説のリアル』 （2008年、中公新書ラクレ）
- 『コスプレ女子の時代』 （2008年、ベスト新書）
- 『かくれオタク9割 ほとんどの女子がオタクになった』 （2008年、PHP研究所）
- 『101人の腐女子とイケメン王子 -腐女子「恋愛感」研究』 （2009年、原書房）
- 『バブル女は「死ねばいい」  婚活、アラフォー(笑) 』 （2010年8月、光文社新書）
- 『20代女性がセックスしてない 彼女たちはなぜ男に求められない?』(2011年、角川oneテーマ21)
- 『顔のいい男はなぜ出世するのか 時代と権力とビジュアルの関係』(2011年、廣済堂新書)
- 『自分のことをしゃべりすぎる若者たち』(2012年、講談社+α新書)
- 『女子校力』(2013年、PHP新書)
- 『ママの世界はいつも戦争』(2013年、ベスト新書)
- 『中学受験　やってはいけない塾選び』(2022年、青春出版社)